# Gran Premio de Canadá de Motociclismo
El Gran Premio de Canadá de Motociclismo fue una carrera de motociclismo de velocidad que se corrió por única vez en el año 1967 en el circuito de Mosport Park. 

## Ganadores
| Año  | Circuito | 125 cc   | 125 cc      | 250 cc        | 250 cc      | 500 cc        | 500 cc      |
| Año  | Circuito | Piloto   | Constructor | Piloto        | Constructor | Piloto        | Constructor |
| ---- | -------- | -------- | ----------- | ------------- | ----------- | ------------- | ----------- |
| 1967 | Mosport  | Bill Ivy | Yamaha      | Mike Hailwood | Honda       | Mike Hailwood | Honda       |